# Burg Flintsberg
Die Burg Flintsberg ist eine abgegangene mittelalterliche Höhenburg auf 409,7 m ü. NN im Waldflurbereich „Weinleite“ nordöstlich von Flintsbach, einem Ortsteil der Marktgemeinde Winzer im Landkreis  Deggendorf in Bayern. Die Anlage wird als Bodendenkmal unter der Aktennummer D-2-7244-0116 im Bayernatlas als „mittelalterlicher Burgstall“ geführt.

## Beschreibung
Auf dem von Westen nach Osten sich erstreckenden gratförmigen Bergrücken unmittelbar nordöstlich von Flintsbach zeigen sich geringfügige Erhebungen, die auf die Mauerzüge einer abgegangene Burganlage schließen lassen. Diese sind im Osten durch eine Einwallung vom ansteigenden Hinterland abgetrennt.

## Geschichte
Die Anlage wurde als Burg der Grafen von Bogen, Flintberg genannt, am Anfang des 13. Jahrhunderts erwähnt. Das Schloss kam 1242 an die Herzöge von Bayern, die es 1260 dem Kloster Niederaltaich überließen. Das Kloster ließ die Anlage 1270 zerstören.